# Proceratophrys brauni
Proceratophrys brauni es una especie de anfibio anuro de la familia Odontophrynidae. Esta rana es endémica del sur de Brasil, más concretamente de los estados de Paraná, Santa Catarina y Río Grande del Sur. Habita en bosques montanos entre los 500 y los 1000 metros de altidud. Se reproduce en arroyos pequeños y pone sus huevos bajo rocas en los lechos de los arroyos.